# Cadillac Orleans
 (janvier 2020).
Pour les articles homonymes, voir Orléans (homonymie).

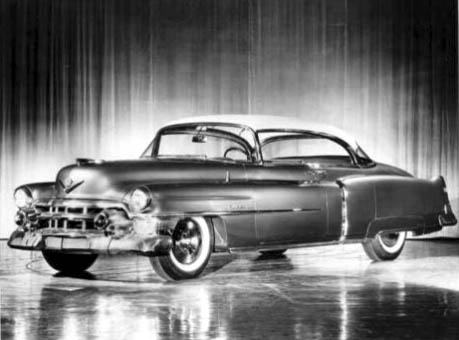
Cadillac Orleans,1953

La Cadillac Orleans était un concept-car conçu par Cadillac pour le circuit du salon de l'auto de 1953. Ce fut le premier concept de hardtop à quatre portes. La conception du toit rigide a éliminé le montant B traditionnel que l'on trouve sur la plupart des voitures de l'époque. Propulsée par un moteur Cadillac V8 d'une puissance de 210 ch (157 kW), l'Orleans n'a jamais été mise en production. Les innovations de conception sur cette voiture ne seront pas mises dans une voiture de production avant la berline Cadillac DeVille de 1956. La voiture comportait également des portes suicide, un pare-brise enveloppant, la climatisation complète et plusieurs tentatives d'amélioration de la sécurité, telles qu'une caractéristique qui permettait d'ouvrir les portes uniquement si la voiture était au point mort. Une autre caractéristique de luxe unique était l'ajout d'un convertisseur courant alternatif / courant continu et d'une prise domestique normale pour permettre aux appareils électroniques d'être connectés à la voiture. Un compartiment dans le dossier contenait un rasoir électrique pour hommes, une trousse de toilette et un miroir.